# Friedelsheim
Friedelsheim  là một đô thị thuộc huyện Bad Dürkheim, trong bang Rheinland-Pfalz, phía tây nước Đức. Đô thị Friedelsheim có diện tích 4,16 km², dân số thời điểm ngày 31 tháng 12 năm 2006 là 1542 người.